# Festuca burnatii
Festuca burnatii är en gräsart som beskrevs av St.-yves. Festuca burnatii ingår i släktet svinglar, och familjen gräs. Inga underarter finns listade i Catalogue of Life.